# 索克縣 (威斯康辛州)
索克县（英語：Sauk County）是位於美國威斯康辛州西南部的一個縣，東、南界威斯康辛河。面積2,197平方公里。根據美國2000年人口普查估計，共有人口55,225人。縣治為巴拉布（Baraboo）。
成立於1840年1月11日，縣政府成立於1884年。縣名紀念索克族（族名意思是「黃土」，族人相信自己由黃土所造）。